# John Manners, IV conte di Rutland
Henry Manners, IV conte di Rutland (1559 – 24 febbraio 1588), è stato un nobile inglese.

## Biografia
Era il figlio di Henry Manners, II conte di Rutland, e di sua moglie Lady Margaret Neville, figlia di Ralph Neville, IV conte di Westmorland.

## Matrimonio
Sposò Elizabeth Charlton, figlia di Frances di Charlton. Ebbero dieci figli:
- Lady Manners Bridget (21 febbraio 1572 - 10 luglio 1604), sposò, nel 1594, Robert Tyrwhitt di Kettleby;
- Roger Manners, V conte di Rutland (6 ottobre 1576 - 26 giugno 1612) sposò Elizabeth Sidney;
- Francis Manners, VI conte di Rutland (1578 - 17 dicembre 1632) sposò Frances Knyvett, e in seconde nozze Cecily Tufton;
- George Manners, VII conte di Rutland (1580 - 29 marzo 1641) sposò Frances Cary;
- Sir Oliver Manners (1582-1613);
- Lady Frances Manners (22 ottobre 1588 - 1643), sposò William Willoughby, III barone Willoughby;
- Lady Mary Manners;
- Lady Elizabeth Manners (? - 16 marzo 1653);
- Edward Manners morì giovane;
- Lady Anne Manners, sposò Sir George Wharton;